# Erdwin Amsinck

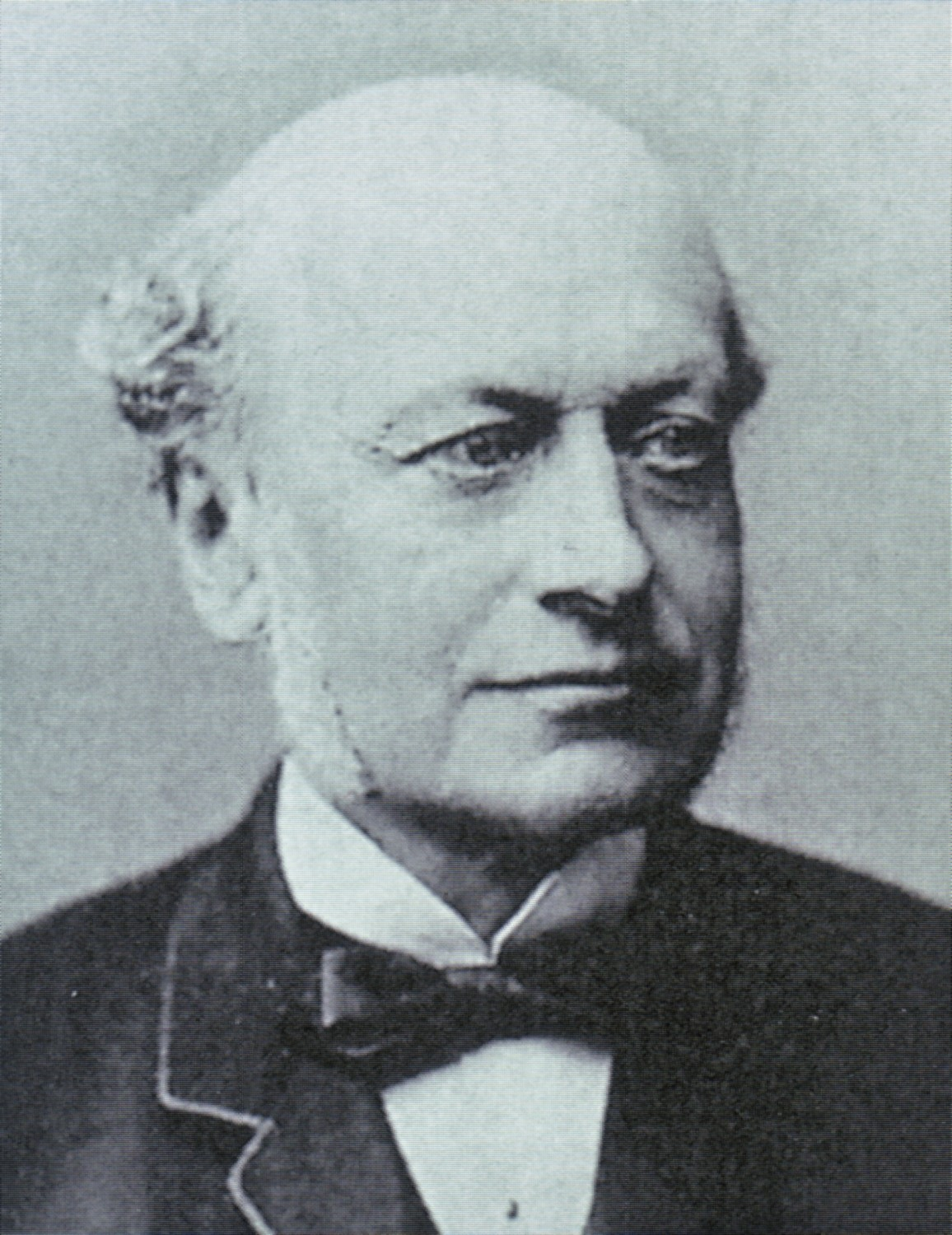
Erdwin Amsinck

Ludwig Erdwin Amsinck, auch L.E. Amsinck genannt (* 27. Februar 1826 in Hamburg; † 13. Februar 1897 ebenda) war ein deutsch-amerikanischer Kaufmann, Bankier, Mäzen und Mitbegründer der Commerzbank.

## Leben
Erdwin Amsinck entstammte der seit dem 16. Jahrhundert in Hamburg ansässigen Hanseaten-Familie Amsinck und war Sohn des Kaufmanns Johannes Amsinck und der Emilie geb. Goßler. Er wurde nach Ludwig Erdwin Seyler (genannt Ludwig), dem Onkel seiner Mutter, benannt.
Sein Vater war Alleininhaber der Firma Johannes Schuback & Söhne, die vor allem im Handel mit Portugal und dessen Kolonien engagiert war. Da seine älteren Brüder Wilhelm und Heinrich bereits im väterlichen Unternehmen tätig waren, ging Erdwin nach einer kaufmännischen Ausbildung über England, Frankreich und Portugal nach New York, wo er zunächst in einer befreundeten Firma arbeitete. 1850 gründete er sein eigenes Handelshaus L. E. Amsinck, das nach dem Eintritt seines Bruders Gustav Amsinck zunächst in L. E. Amsinck & Co. umbenannt und später als G. Amsinck & Co. von diesem allein weitergeführt wurde. Neben dem Im- und Exportgeschäft betätigten sich die Amsinck-Brüder auch als Merchant Banker und zählten zu den Mitbegründern der heutigen Commerzbank.
1874 kehrte Erdwin Amsinck nach Hamburg zurück und lebte fortan als Privatier. Auf zahlreichen Reisen nach Frankreich und Italien, Russland, Ägypten, Palästina und in die Türkei sammelte er eine große Zahl von Kunstgegenständen, die er später dem Museum für Völkerkunde Hamburg schenkte. Weitere Sammlungen vermachte er der Hamburger Kunsthalle sowie dem späteren Museum für hamburgische Geschichte. 
Da seine Ehe kinderlos blieb, ging sein gesamtes Vermögen nach dem Tod seiner Witwe 1921 auf die gemeinnützige Erdwin-Amsinck-Stiftung über, die bis heute junge Künstler, vor allem Maler, unterstützt.